# Prométhée. Le Poème du feu
Prométhée. Le Poème du feu, op. 60, (deutsch etwa: „Prometheus. Die Dichtung vom Feuer“) ist eine Sinfonische Dichtung des russischen Komponisten Alexander Skrjabin für großbesetztes Orchester, Klavier, Orgel, Chor und Farbenklavier (auch als „Lichtklavier“ bezeichnet). Der Titel des 1909/10 komponierten Werkes nimmt Bezug auf den antiken  Prometheus-Mythos.
Die Uraufführung (ohne Lichtstimme) erfolgte am 15. März 1911 unter der Leitung von Sergei Kussewizki in Moskau. Mit der Lichtstimme wurde es im März 1915 unter Modest Altschuler in der Carnegie Hall zum ersten Mal mit Hilfe des so genannten „Chromola“ aufgeführt, einer „Farborgel“, die von Preston Millar erfunden worden ist. Pianistin war Marguerite Volavy, begleitet vom Russian Symphony Orchestra. Dabei wurden die Farben auf eine Leinwand über dem Orchester projiziert. Die von Skrjabin angestrebte mystische Atmosphäre oder Intensivierung der Musik konnte zu Lebzeiten des Komponisten nur mit sehr einfachen technischen Mitteln erreicht werden. So konstruierte der Moskauer Chemiker Alexander Moser ein Lichtklavier, das vermutlich bei privaten Voraufführungen einer Klavierfassung des Prométhée in der Wohnung Skrjabins zum Einsatz kam. Von diesem Gerät ist ein Modell im Moskauer Skrjabin-Museum erhalten. Auch heute wird das Werk zumeist ohne zusätzliche Lichteffekte aufgeführt.
Die Spieldauer beträgt etwa 20 bis 25 Minuten.

## Besetzung
Die Partitur sieht folgende Besetzung vor: Piccolo, 3 Flöten, 3 Oboen, Englischhorn, 3 Klarinetten, Bassklarinette, 3 Fagotte, Kontrafagott, 8 Hörner, 5 Trompeten, 3 Posaunen, Tuba, Pauke, Große Trommel, Becken, Tamtam, Triangel, 5 Glocken, Glockenspiel, Celesta, 2 Harfen, Orgel, Klavier, vierstimmigen Chor (nur Vokalise) und Streicher. Hinzu tritt ein Farbenklavier.
Mit diesem Orchesterapparat werden die Anforderungen, die Skrjabin in seinem vorhergehenden Orchesterwerk Le Poème de l’Extase stellte, noch überschritten.

## Verbindung von Musik und Licht
Skrjabin ging als Komponist davon aus, dass es sechs verschiedene Künste gibt: Musik, Wort, plastische Bewegung, Spiel der Düfte, Licht und Malerei. Musik, Wort und plastische Bewegung zählen dabei zu den dominierenden, Licht und Duft zu den begleitenden Künsten.
Kunst stellte für den Komponisten einen mystisch-religiösen Ritualvorgang dar, der einzig und allein durch die Verbindung aller dieser Künste in einem Werk erreicht werden kann. Skrjabins Ziel war es, solch einen mystisch-religiösen Ritualvorgang zu schaffen. Da es ihm jedoch zur damaligen Zeit noch nicht möglich erschien alle diese Künste zu vereinigen, begann er mit nur zunächst zwei Künsten: Musik und Licht. Das Licht sollte dabei die Musik verstärken und zu ihrer Intensivierung beitragen. Dazu ordnete der mit Farb-Synästhesie begabte Komponist jeder Tonart per Intuition eine Farbe zu, in der der Konzertsaal erstrahlen sollte.

## Luce-Stimme
In der Partitur des Stückes erscheint eine separate, mit „Tastiera per luce“ bezeichnete Stimme für ein speziell zu konstruierendes Farbenklavier. Diese Luce-Stimme ist zweistimmig notiert, so dass Farben gemischt werden können. Jedem Ton ist dabei die Farbe der Tonart zugeordnet, für die er als Grundton gilt.
Durch die Luce-Stimme wird der exakte Lichtablauf in dem Stück festgelegt. Die obere Luce-Stimme ist die aktivere. Sie gibt jeweils den Grundton des Klangzentrums an. Die untere Stimme verläuft parallel zum Aufbau der Sinfonie. Während der Exposition steht sie für die Farbe Blau, die Durchführung erstrahlt in Rotgelb und die Reprise wieder in Blau.

## Die Harmonik

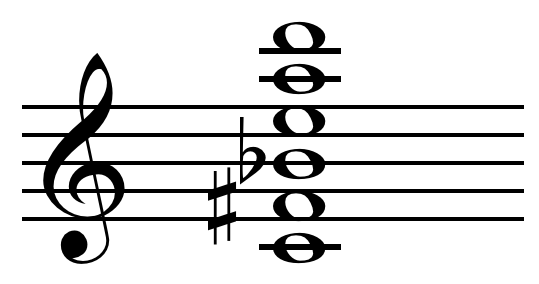
Mystischer Akkord nach Skrjabin

„Die mystisch-religiöse Kunst, die dem Ausdruck der sämtlichen geheimen Fähigkeiten des Menschen, dem Erreichen der Ekstase dient, brauchte immer und von jeher alle Mittel zur Wirkung auf die Psyche.“
Skrjabin hatte ein großes Naturbewusstsein und strebte nach Ekstase in der Musik. Zu jeder Tonart steht eine korrespondierende Farbe, zu jedem Harmoniewechsel ein korrespondierender Farbwechsel.
Alexander Skrjabin komponierte rein intuitiv. Die Harmonien, die er ohne theoretische Absicht wählt, werden oftmals als „tief-mystisch“ und „sonderbar-schmeichelnd“ beschrieben, und entstanden aus den Farbeindrücken, die der Komponist empfand. Doch trotz dieser willkürlichen Wahl der Harmonien ordnen sich diese einer strengen Gesetzmäßigkeit unter, da sie den Grenzen einer bestimmten Tonleiter folgen. Diese Tonleiter (c d e fis a b) besteht aus sechs Tönen, die den Grundakkord des Prométhée bilden, angeordnet in Quartschichtungen der Abfolge c-fis-b-e-a-d, dem sogenannten Mystischen Akkord, der auf alle 12 Stufen der chromatischen Skala transponiert werden kann. Der Prométhée verlässt so den Rahmen der herkömmlichen Dur-Moll-Tonalität. In den Harmonien und in der Verteilung lässt sich eine große Mannigfaltigkeit feststellen. Er nutzt häufig reine, übermäßige und verminderte Quarten.
Die den Harmonien zu Grunde liegende Tonleiter wird akustisch gerechtfertigt, da diese Obertöne der sogenannten harmonischen Reihe der Klänge bilden. Die entstehenden Klänge sind die Obertöne 8, 9, 10–13, 14. Solche Akkorde kann man als „Konsonanzakkorde“ bezeichnen, da diese nicht nach Auflösung streben. Diese Harmonien bewirken eine mystisch-nervöse Atmosphäre, aber auch eine Durchsichtigkeit und Einfachheit der Musik.
Skrjabin vermeidet Durchgangsnoten oder Wechselnoten, die in der Harmonie nicht eingeschlossen sind. Die melodischen Stimmen und Kontrapunkte sind auf den Harmonien aufgebaut.
Nur durch diesen Aufbau der Komposition können zur selben Zeit fünf bis sechs Themen auftreten.
Der Prométhée stellt dadurch ein polyphones und zugleich durchsichtiges Werk dar. Erst der Schluss des einer freien Sonatenhauptsatzform folgenden Werks mündet in einen Fis-Dur-Dreiklang.

## Sonstiges
Leonid Sabanejew erstellte 1911 eine Transkription des Werks für zwei Klaviere.

## Aufnahmen
Von Skrjabins Prometheus liegen mehrere Aufnahmen vor, beispielsweise mit:
- Anatol Ugorski (Klavier) und dem Chicago Symphony Orchestra unter der Leitung von Pierre Boulez, Deutsche Grammophon
- Martha Argerich (Klavier) und den Berliner Philharmonikern unter der Leitung von Claudio Abbado, Sony Classical SK 53978